# Hiroshi Fujioka
Hiroshi Fujioka, pseudonimo di Kunihiro Fujioka (藤岡 邦弘?, Fujioka Kunihiro; 19 febbraio 1946), è un attore giapponese per aver interpretato Takeshi Hongo nel franchise Kamen Rider e Segata Sanshiro, mascotte di Sega Saturn. Suo figlio Maito Fujioka è anch' egli un attore, interpretando Sega Shiro, il figlio di Segata Sanshiro e Takeshi Hongo giovanile a partire da Kamen Rider: Beyond Generations.

## Filmografia parziale
- Utage - regia di Heinosuke Gosho (1967)
- Odissea sulla Terra - regia di Kazui Nihonmatsu (1967)
- Kamen Rider tai Shocker - regia di Minoru Yamada (1972)
- Pianeta Terra: anno zero - regia di Shirō Moritani (1973)
- K2 - L'ultima sfida (K2) - regia di Franc Roddam (1991)
- OOO, Den-O, All Riders: Let's Go Kamen Riders - regia di Osamu Kaneda (2011)

### Televisione
- Kamen Rider Stronger - serie TV (3 episodi) (1975)
- Kamen Rider Agito - serie TV (2001-2002)

## Doppiaggio
- Shan Yu in Mulan

## Doppiatori italiani
Nelle versioni in italiano delle opere in cui ha recitato, Hiroshi Fujioka è stato doppiato da:
- Stefano Mondini in K2 - L'Ultima sfida